# FlatOut 3: Chaos & Destruction
FlatOut 3: Chaos & Destruction — компьютерная игра серии FlatOut в жанре гонки на выживание, разработанная компанией Team6 Game Studios и изданная Strategy First только для PC под управлением Windows 13 декабря 2011 года и продаваемая в сервисе цифровой дистрибуции Steam.
FlatOut 3 представляет собой гоночную аркаду с представленными различными режимами, включающие в себя как гоночные соревнования, так и множество мини-игр. Основной акцент, как и в предыдущих частях серии FlatOut сосредотачивается на разрушении автомобилей и окружающих объектов.
FlatOut 3: Chaos and Destruction была анонсирована в конце 2011 года за 2 недели до своего выхода. Разработкой занималась голландская компания Team6 Game Studios, которая до этого создала FlatOut для приставки Wii годом ранее. Chaos & Destruction был разгромлен прессой, раскритиковавшей устаревшую графику, плохое управление и непродуманный геймплей, но похвалившей саундтрек и виды состязаний. Игроками игра считается одной из худших игровых проектов в истории человечества.

## Игровой процесс
Видеоигра имеет 9 игровых режимов, а именно Скорость, Ночная смена (ночная вариация гонок с дождём), Трюкач, Бездорожье (гонки на внедорожниках), Испытание (карьера с 50 заездами), Монстр-траки и две вариации дерби на 12 и 24 игрока соответственно.
Игроки могут выбирать перед каждым заездом одного из 20 персонажей и одно из 47 транспортных средств. Во все режимы, кроме Испытания, можно играть онлайн с участием до 16 игроков. FlatOut 3 поддерживает разного рода периферийные устройства.

## Оценки и мнения
| Сводный рейтинг       | Сводный рейтинг             |
| Агрегатор             | Оценка                      |
| --------------------- | --------------------------- |
| GameRankings          | 26,90 %                     |
| Metacritic            | 23/100                      |
| MobyRank              | 25/100                      |
| Иноязычные издания    |                             |
| Издание               | Оценка                      |
| AllGame               | [ 7 ]                       |
| Edge                  | 1/10                        |
| Eurogamer             | 1/10                        |
| GameSpot              | 5/10                        |
| GameSpy               | [ 11 ]                      |
| PC Gamer (US)         | 28/100                      |
| Русскоязычные издания |                             |
| Издание               | Оценка                      |
| 3DNews                | 4/10                        |
| Absolute Games        | 1 %                         |
| PlayGround.ru         | 0,4/10                      |
| «Игромания»           | 3,5/10 (журнал) 3/10 (сайт) |

В отличие от своих предшественников, FlatOut 3 получила крайне негативные отзывы и считается одной из худших игр всех времён. Игру раскритиковали из-за отсутствия духа серии и сломанного игрового процесса, а также досталось устаревшей графике, аркадной физике и слабой системе повреждения автомобилей.
На сайтах GameRankings и Metacritic игра получила среднюю оценку в 26,90 % и 23/100 соответственно.
FlatOut 3 — одна из двух игр, которым англоязычный журнал Edge давал оценку 1/10 за всю свою историю. Eurogamer также дал ей оценку один из десяти и раскритиковал все аспекты игры, особенно управление и ИИ. Он также посетовал на резкое падение серии FlatOut в целом и подвел итог обзора следующим образом: «Вы можете сойти с ума, пытаясь понять происходящее в FlatOut 3. Она не так плоха, как может показаться на первый взгляд. Это просто безвкусный и технически отсталый продукт без каких-либо искупительных особенностей, лишенный веселья и позорящий название, которое она носит».
GamesMaster также дал игре один из десяти баллов и сказал: «Некоторые игры настолько плохи, что они хороши (хотя бы ради смеха). FlatOut 3 просто плох». GameSpot дал игре наивысшую оценку — пять из десяти, похвалив режим дерби и широкий выбор игровых режимов, но, как и в других обзорах, критике подверглись ИИ, управление и плохие разрушения автомобилей.

## Продажи
Летом 2018 года, благодаря уязвимости в защите Steam Web API, стало известно, что точное количество пользователей сервиса Steam, которые играли в игру хотя бы один раз, составляет 126 375 человек.